# Lijst van Italiaanse ministers van Financiën

## Ministers van Financiën van Italië (1948–heden)
| Minister van Financiën       | Minister van Financiën | Minister van Financiën              | Ambtstermijn      | Ambtstermijn      | Partij(en)     | Premier(s)                       | Kabinet(en)   |
| ---------------------------- | ---------------------- | ----------------------------------- | ----------------- | ----------------- | -------------- | -------------------------------- | ------------- |
|                              | Ezio Vanoni            | Ezio Vanoni (1903–1956)             | 24 mei 1948       | 18 januari 1954   | DC             | Alcide De Gasperi (1945–1953)    | De Gasperi V  |
| De Gasperi VI                | Ezio Vanoni            | Ezio Vanoni (1903–1956)             | 24 mei 1948       | 18 januari 1954   | DC             | Alcide De Gasperi (1945–1953)    |               |
| De Gasperi VII               | Ezio Vanoni            | Ezio Vanoni (1903–1956)             | 24 mei 1948       | 18 januari 1954   | DC             | Alcide De Gasperi (1945–1953)    |               |
| De Gasperi VIII              | Ezio Vanoni            | Ezio Vanoni (1903–1956)             | 24 mei 1948       | 18 januari 1954   | DC             | Alcide De Gasperi (1945–1953)    |               |
| Giuseppe Pella (1953–1954)   | Ezio Vanoni            | Ezio Vanoni (1903–1956)             | 24 mei 1948       | 18 januari 1954   | DC             | Pella                            |               |
|                              | Adone Zoli             | Adone Zoli (1887–1960)              | 18 januari 1954   | 10 februari 1954  | DC             | Amintore Fanfani (1954)          | Fanfani I     |
|                              | Roberto Tremelloni     | Roberto Tremelloni (1900–1987)      | 10 februari 1954  | 5 juli 1955       | PSDI           | Mario Scelba (1954–1955)         | Scelba        |
|                              | Giulio Andreotti       | Giulio Andreotti (1919–2013)        | 5 juli 1955       | 1 juli 1958       | DC             | Antonio Segni (1955–1957)        | Segni I       |
| Adone Zoli (1957–1958)       | Giulio Andreotti       | Giulio Andreotti (1919–2013)        | 5 juli 1955       | 1 juli 1958       | DC             | Zoli                             |               |
|                              | Luigi Preti            | Luigi Preti (1914–2009)             | 1 juli 1958       | 15 februari 1959  | PSDI           | Amintore Fanfani (1958–1959)     | Fanfani II    |
|                              | Paolo Emilio Taviani   | Paolo Emilio Taviani (1912–2001)    | 15 februari 1959  | 25 maart 1960     | DC             | Antonio Segni (1959–1960)        | Segni II      |
|                              | Giuseppe Trabucchi     | Giuseppe Trabucchi (1904–1975)      | 25 maart 1960     | 20 juni 1963      | DC             | Fernando Tambroni (1960)         | Tambroni      |
| Amintore Fanfani (1960–1963) | Giuseppe Trabucchi     | Giuseppe Trabucchi (1904–1975)      | 25 maart 1960     | 20 juni 1963      | DC             | Fanfani III                      |               |
| Amintore Fanfani (1960–1963) | Giuseppe Trabucchi     | Giuseppe Trabucchi (1904–1975)      | 25 maart 1960     | 20 juni 1963      | DC             | Fanfani IV                       |               |
|                              | Mario Martinelli       | Mario Martinelli (1906–2001)        | 22 juni 1963      | 5 december 1963   | DC             | Giovanni Leone (1963)            | Leone I       |
|                              | Roberto Tremelloni     | Roberto Tremelloni (1900–1987)      | 5 december 1963   | 24 februari 1966  | PSDI           | Aldo Moro (1963–1968)            | Moro I        |
| Moro II                      | Roberto Tremelloni     | Roberto Tremelloni (1900–1987)      | 5 december 1963   | 24 februari 1966  | PSDI           | Aldo Moro (1963–1968)            |               |
|                              | Luigi Preti            | Luigi Preti (1914–2009)             | 24 februari 1966  | 24 juni 1968      | PSDI           | Aldo Moro (1963–1968)            | Moro III      |
|                              | Mario Ferrari Aggradi  | Mario Ferrari Aggradi (1916–1997)   | 24 juni 1968      | 12 december 1968  | DC             | Giovanni Leone (1968)            | Leone II      |
|                              | Oronzo Reale           | Oronzo Reale (1902–1988)            | 12 december 1968  | 6 augustus 1969   | PRI            | Mariano Rumor (1968–1970)        | Rumor I       |
|                              | Giacinto Bosco         | Giacinto Bosco (1905–1997)          | 6 augustus 1969   | 27 maart 1970     | DC             | Mariano Rumor (1968–1970)        | Rumor II      |
|                              | Luigi Preti            | Luigi Preti (1914–2009)             | 27 maart 1970     | 18 februari 1972  | PSDI           | Mariano Rumor (1968–1970)        | Rumor III     |
| Emilio Colombo (1970–1972)   | Luigi Preti            | Luigi Preti (1914–2009)             | 27 maart 1970     | 18 februari 1972  | PSDI           | Colombo                          |               |
|                              | Giuseppe Pella         | Giuseppe Pella (1902–1981)          | 18 februari 1972  | 26 juni 1972      | DC             | Giulio Andreotti (1972–1973)     | Andreotti I   |
|                              | Athos Valsecchi        | Athos Valsecchi (1919–1985)         | 26 juni 1972      | 7 juli 1973       | DC             | Giulio Andreotti (1972–1973)     | Andreotti II  |
|                              | Emilio Colombo         | Emilio Colombo (1920–2013)          | 7 juli 1973       | 14 maart 1974     | DC             | Mariano Rumor (1973–1974)        | Rumor IV      |
|                              | Mario Tanassi          | Mario Tanassi (1910–2007)           | 14 maart 1974     | 24 november 1974  | PSDI           | Mariano Rumor (1973–1974)        | Rumor V       |
|                              | Bruno Visentini        | Bruno Visentini (1914–1995)         | 24 november 1974  | 12 februari 1976  | PRI            | Aldo Moro (1974–1976)            | Moro IV       |
|                              | Gaetano Stammati       | Gaetano Stammati (1908–2002)        | 12 februari 1976  | 30 juli 1976      | DC             | Aldo Moro (1974–1976)            | Moro V        |
|                              | Filippo Maria Pandolfi | Filippo Maria Pandolfi (1927)       | 30 juli 1976      | 12 maart 1978     | DC             | Giulio Andreotti (1976–1979)     | Andreotti III |
|                              | Franco Maria Malfatti  | Franco Maria Malfatti (1927–1991)   | 12 maart 1978     | 4 augustus 1979   | DC             | Giulio Andreotti (1976–1979)     | Andreotti IV  |
| Andreotti V                  | Franco Maria Malfatti  | Franco Maria Malfatti (1927–1991)   | 12 maart 1978     | 4 augustus 1979   | DC             | Giulio Andreotti (1976–1979)     |               |
|                              | Franco Reviglio        | Franco Reviglio (1935)              | 4 augustus 1979   | 28 juni 1981      | PSI            | Francesco Cossiga (1979–1980)    | Cossiga I     |
| Cossiga II                   | Franco Reviglio        | Franco Reviglio (1935)              | 4 augustus 1979   | 28 juni 1981      | PSI            | Francesco Cossiga (1979–1980)    |               |
| Arnaldo Forlani (1979–1980)  | Franco Reviglio        | Franco Reviglio (1935)              | 4 augustus 1979   | 28 juni 1981      | PSI            | Forlani                          |               |
|                              | Rino Formica           | Rino Formica (1927)                 | 28 juni 1981      | 1 december 1982   | PSI            | Giovanni Spadolini (1981–1982)   | Spadolini I   |
| Spadolini II                 | Rino Formica           | Rino Formica (1927)                 | 28 juni 1981      | 1 december 1982   | PSI            | Giovanni Spadolini (1981–1982)   |               |
|                              | Francesco Forte        | Francesco Forte (1929–2022)         | 1 december 1982   | 4 augustus 1983   | PSI            | Amintore Fanfani (1982–1983)     | Fanfani V     |
|                              | Bruno Visentini        | Bruno Visentini (1914–1995)         | 4 augustus 1983   | 17 april 1987     | PRI            | Bettino Craxi (1983–1987)        | Craxi I       |
| Craxi II                     | Bruno Visentini        | Bruno Visentini (1914–1995)         | 4 augustus 1983   | 17 april 1987     | PRI            | Bettino Craxi (1983–1987)        |               |
|                              | Giuseppe Guarino       | Giuseppe Guarino (1929–2020)        | 17 april 1987     | 28 juli 1987      | DC             | Amintore Fanfani (1987)          | Fanfani VI    |
|                              | Antonio Gava           | Antonio Gava (1930–2008)            | 28 juli 1987      | 13 april 1988     | DC             | Giovanni Goria (1987–1988)       | Goria         |
|                              | Emilio Colombo         | Emilio Colombo (1920–2013)          | 13 april 1988     | 22 juli 1989      | DC             | Ciriaco De Mita (1989)           | De Mita       |
|                              | Rino Formica           | Rino Formica (1927)                 | 22 juli 1989      | 28 juni 1992      | PSI            | Giulio Andreotti (1989–1992)     | Andreotti VI  |
| Andreotti VII                | Rino Formica           | Rino Formica (1927)                 | 22 juli 1989      | 28 juni 1992      | PSI            | Giulio Andreotti (1989–1992)     |               |
|                              | Giovanni Goria         | Giovanni Goria (1943–1994)          | 28 juni 1992      | 22 februari 1993  | DC             | Giuliano Amato (1992–1993)       | Amato I       |
|                              | Franco Reviglio        | Franco Reviglio (1935)              | 22 februari 1993  | 31 maart 1993     | PSI            | Giuliano Amato (1992–1993)       | Amato I       |
|                              | Giuliano Amato         | Giuliano Amato (1938)               | 31 maart 1993     | 28 april 1993     | PSI            | Giuliano Amato (1992–1993)       | Amato I       |
|                              | Vincenzo Visco         | Vincenzo Visco (1942)               | 28 april 1993     | 3 mei 1993        | PDS            | Carlo Azeglio Ciampi (1993–1994) | Ciampi        |
|                              | Franco Gallo           | Franco Gallo (1937)                 | 3 mei 1993        | 10 mei 1994       | O              | Carlo Azeglio Ciampi (1993–1994) | Ciampi        |
|                              | Giulio Tremonti        | Giulio Tremonti (1947)              | 10 mei 1994       | 17 januari 1995   | FI             | Silvio Berlusconi (1994–1995)    | Berlusconi I  |
|                              | Augusto Fantozzi       | Augusto Fantozzi (1940–2019)        | 17 januari 1995   | 17 mei 1996       | O              | Lamberto Dini (1995–1996)        | Dini          |
|                              | Vincenzo Visco         | Vincenzo Visco (1942)               | 17 mei 1996       | 25 april 2000     | DS             | Romano Prodi (1996–1998)         | Prodi I       |
| Massimo D'Alema (1998–2000)  | Vincenzo Visco         | Vincenzo Visco (1942)               | 17 mei 1996       | 25 april 2000     | DS             | D'Alema I                        |               |
| Massimo D'Alema (1998–2000)  | Vincenzo Visco         | Vincenzo Visco (1942)               | 17 mei 1996       | 25 april 2000     | DS             | D'Alema II                       |               |
|                              | Ottaviano Del Turco    | Ottaviano Del Turco (1944–2024)     | 25 april 2000     | 5 juni 2001       | SDI            | Giuliano Amato (2000–2001)       | Amato II      |
|                              | Giulio Tremonti        | Giulio Tremonti (1947)              | 11 juni 2001      | 4 juli 2004       | FI             | Silvio Berlusconi (2001–2006)    | Berlusconi II |
|                              | Silvio Berlusconi      | Silvio Berlusconi (1936–2023)       | 4 juli 2004       | 16 juli 2004      | FI             | Silvio Berlusconi (2001–2006)    | Berlusconi II |
|                              | Domenico Siniscalco    | Domenico Siniscalco (1954)          | 16 juli 2004      | 22 september 2005 | O              | Silvio Berlusconi (2001–2006)    | Berlusconi II |
| O                            | Domenico Siniscalco    | Domenico Siniscalco (1954)          | 16 juli 2004      | 22 september 2005 | Berlusconi III | Silvio Berlusconi (2001–2006)    |               |
|                              | Giulio Tremonti        | Giulio Tremonti (1947)              | 22 september 2005 | 8 mei 2006        | Berlusconi III | Silvio Berlusconi (2001–2006)    | FI            |
|                              | Silvio Berlusconi      | Silvio Berlusconi (1936–2023)       | 8 mei 2006        | 17 mei 2006       | Berlusconi III | Silvio Berlusconi (2001–2006)    | FI            |
|                              | Tommaso Padoa-Schioppa | Tommaso Padoa- Schioppa (1940–2010) | 17 mei 2006       | 8 mei 2008        | O              | Romano Prodi (2006–2008)         | Prodi II      |
|                              | Giulio Tremonti        | Giulio Tremonti (1947)              | 8 mei 2008        | 16 november 2011  | PdL            | Silvio Berlusconi (2008–2011)    | Berlusconi IV |
|                              | Mario Monti            | Mario Monti (1943)                  | 16 november 2011  | 12 juli 2012      | O              | Mario Monti (2011–2013)          | Monti         |
|                              | Vittorio Grilli        | Vittorio Grilli (1957)              | 12 juli 2012      | 28 april 2013     | O              | Mario Monti (2011–2013)          | Monti         |
|                              | Fabrizio Saccomanni    | Fabrizio Saccomanni (1942–2019)     | 28 april 2013     | 22 februari 2014  | O              | Enrico Letta (2013–2014)         | Letta         |
|                              | Pier Carlo Padoan      | Pier Carlo Padoan (1950)            | 22 februari 2014  | 1 juni 2018       | DP             | Matteo Renzi (2014–2016)         | Renzi         |
| Paolo Gentiloni (2016–2012)  | Pier Carlo Padoan      | Pier Carlo Padoan (1950)            | 22 februari 2014  | 1 juni 2018       | DP             | Gentiloni                        |               |
|                              | Giovanni Tria          | Giovanni Tria (1948)                | 1 juni 2018       | 5 september 2019  | O              | Giuseppe Conte (2018–2021)       | Conte I       |
|                              | Roberto Gualtieri      | Roberto Gualtieri (1966)            | 5 september 2019  | 13 februari 2021  | DP             | Giuseppe Conte (2018–2021)       | Conte II      |
|                              | Daniele Franco         | Daniele Franco (1953)               | 13 februari 2021  | 22 oktober 2022   | O              | Mario Draghi (2021–2022)         | Draghi        |
|                              | Giancarlo Giorgetti    | Giancarlo Giorgetti (1966)          | 22 oktober 2022   | heden             | LN             | Giorgia Meloni (sinds 2022)      | Meloni        |

## Ministers van de Schatkist van Italië (1953–2001)
| Minister van de Schatkist               | Minister van de Schatkist               | Minister van de Schatkist               | Ambtstermijn                   | Ambtstermijn          | Partij(en)       | Premier(s)                    | Kabinet(en)   |
| --------------------------------------- | --------------------------------------- | --------------------------------------- | ------------------------------ | --------------------- | ---------------- | ----------------------------- | ------------- |
|                                         | Silvio Gava                             | Silvio Gava (1901–1999)                 | 17 augustus 1953               | 31 januari 1956       | DC               | Giuseppe Pella (1953–1954)    | Pella         |
| Amintore Fanfani (1954)                 | Silvio Gava                             | Silvio Gava (1901–1999)                 | 17 augustus 1953               | 31 januari 1956       | DC               | Fanfani I                     |               |
| Mario Scelba (1954–1955)                | Silvio Gava                             | Silvio Gava (1901–1999)                 | 17 augustus 1953               | 31 januari 1956       | DC               | Scelba                        |               |
| Antonio Segni (1955–1957)               | Silvio Gava                             | Silvio Gava (1901–1999)                 | 17 augustus 1953               | 31 januari 1956       | DC               | Segni I                       |               |
| Antonio Segni (1955–1957)               |                                         | Ezio Vanoni                             | Ezio Vanoni (1903–1956)        | 31 januari 1956       | 16 februari 1956 | Segni I                       | DC            |
| Antonio Segni (1955–1957)               |                                         | Giuseppe Medici                         | Giuseppe Medici (1907–2000)    | 16 februari 1956      | 1 juli 1958      | Segni I                       | DC            |
| DC                                      | Adone Zoli (1957–1958)                  | Giuseppe Medici                         | Giuseppe Medici (1907–2000)    | 16 februari 1956      | 1 juli 1958      | Zoli                          |               |
|                                         | Giulio Andreotti                        | Giulio Andreotti (1919–2013)            | 1 juli 1958                    | 15 februari 1959      | DC               | Amintore Fanfani (1958–1959)  | Fanfani II    |
|                                         | Fernando Tambroni                       | Fernando Tambroni (1901–1963)           | 15 februari 1959               | 25 maart 1960         | DC               | Antonio Segni (1959–1960)     | Segni II      |
|                                         | Paolo Emilio Taviani                    | Paolo Emilio Taviani (1912–2001)        | 25 maart 1960                  | 20 februari 1962      | DC               | Fernando Tambroni (1960)      | Tambroni      |
| Amintore Fanfani (1960–1963)            | Paolo Emilio Taviani                    | Paolo Emilio Taviani (1912–2001)        | 25 maart 1960                  | 20 februari 1962      | DC               | Fanfani III                   |               |
| Amintore Fanfani (1960–1963)            |                                         | Roberto Tremelloni                      | Roberto Tremelloni (1900–1987) | 20 februari 1962      | 20 juni 1963     | PSDI                          | Fanfani IV    |
|                                         | Emilio Colombo                          | Emilio Colombo (1920–2013)              | 20 juni 1963                   | 5 augustus 1970       | DC               | Giovanni Leone (1963)         | Leone I       |
| Aldo Moro (1963–1968)                   | Emilio Colombo                          | Emilio Colombo (1920–2013)              | 20 juni 1963                   | 5 augustus 1970       | DC               | Moro I                        |               |
| Aldo Moro (1963–1968)                   | Emilio Colombo                          | Emilio Colombo (1920–2013)              | 20 juni 1963                   | 5 augustus 1970       | DC               | Moro II                       |               |
| Aldo Moro (1963–1968)                   | Emilio Colombo                          | Emilio Colombo (1920–2013)              | 20 juni 1963                   | 5 augustus 1970       | DC               | Moro III                      |               |
| Giovanni Leone (1968)                   | Emilio Colombo                          | Emilio Colombo (1920–2013)              | 20 juni 1963                   | 5 augustus 1970       | DC               | Leone II                      |               |
| Mariano Rumor (1968–1970)               | Emilio Colombo                          | Emilio Colombo (1920–2013)              | 20 juni 1963                   | 5 augustus 1970       | DC               | Rumor I                       |               |
| Mariano Rumor (1968–1970)               | Emilio Colombo                          | Emilio Colombo (1920–2013)              | 20 juni 1963                   | 5 augustus 1970       | DC               | Rumor II                      |               |
| Mariano Rumor (1968–1970)               | Emilio Colombo                          | Emilio Colombo (1920–2013)              | 20 juni 1963                   | 5 augustus 1970       | DC               | Rumor III                     |               |
|                                         | Mario Ferrari Aggradi                   | Mario Ferrari Aggradi (1916–1997)       | 5 augustus 1970                | 18 februari 1972      | DC               | Emilio Colombo (1970–1972)    | Colombo       |
|                                         | Emilio Colombo                          | Emilio Colombo (1920–2013)              | 18 februari 1972               | 26 juni 1972          | DC               | Giulio Andreotti (1972–1973)  | Andreotti I   |
|                                         | Giovanni Malagodi                       | Giovanni Malagodi (1904–1994)           | 26 juni 1972                   | 7 juli 1973           | PLI              | Giulio Andreotti (1972–1973)  | Andreotti II  |
|                                         | Ugo La Malfa                            | Ugo La Malfa (1903–1979)                | 7 juli 1973                    | 14 maart 1974         | PRI              | Mariano Rumor (1973–1974)     | Rumor IV      |
|                                         | Emilio Colombo                          | Emilio Colombo (1920–2013)              | 14 maart 1974                  | 30 juli 1976          | DC               | Mariano Rumor (1973–1974)     | Rumor V       |
| Aldo Moro (1974–1976)                   | Emilio Colombo                          | Emilio Colombo (1920–2013)              | 14 maart 1974                  | 30 juli 1976          | DC               | Moro IV                       |               |
| Aldo Moro (1974–1976)                   | Emilio Colombo                          | Emilio Colombo (1920–2013)              | 14 maart 1974                  | 30 juli 1976          | DC               | Moro V                        |               |
|                                         | Gaetano Stammati                        | Gaetano Stammati (1908–2002)            | 30 juli 1976                   | 12 maart 1978         | DC               | Giulio Andreotti (1976–1979)  | Andreotti III |
|                                         | Filippo Maria Pandolfi                  | Filippo Maria Pandolfi (1927)           | 12 maart 1978                  | 18 oktober 1980       | DC               | Giulio Andreotti (1976–1979)  | Andreotti IV  |
| Andreotti V                             | Filippo Maria Pandolfi                  | Filippo Maria Pandolfi (1927)           | 12 maart 1978                  | 18 oktober 1980       | DC               | Giulio Andreotti (1976–1979)  |               |
| Francesco Cossiga (1979–1980)           | Filippo Maria Pandolfi                  | Filippo Maria Pandolfi (1927)           | 12 maart 1978                  | 18 oktober 1980       | DC               | Cossiga I                     |               |
| Francesco Cossiga (1979–1980)           | Filippo Maria Pandolfi                  | Filippo Maria Pandolfi (1927)           | 12 maart 1978                  | 18 oktober 1980       | DC               | Cossiga II                    |               |
|                                         | Beniamino Andreatta                     | Beniamino Andreatta (1928–2007)         | 18 oktober 1980                | 1 december 1982       | DC               | Arnaldo Forlani (1979–1980)   | Forlani       |
| Giovanni Spadolini (1981–1982)          | Beniamino Andreatta                     | Beniamino Andreatta (1928–2007)         | 18 oktober 1980                | 1 december 1982       | DC               | Spadolini I                   |               |
| Giovanni Spadolini (1981–1982)          | Beniamino Andreatta                     | Beniamino Andreatta (1928–2007)         | 18 oktober 1980                | 1 december 1982       | DC               | Spadolini II                  |               |
|                                         | Giovanni Goria                          | Giovanni Goria (1943–1994)              | 1 december 1982                | 28 juli 1987          | DC               | Amintore Fanfani (1982–1983)  | Fanfani V     |
| Bettino Craxi (1983–1987)               | Giovanni Goria                          | Giovanni Goria (1943–1994)              | 1 december 1982                | 28 juli 1987          | DC               | Craxi I                       |               |
| Bettino Craxi (1983–1987)               | Giovanni Goria                          | Giovanni Goria (1943–1994)              | 1 december 1982                | 28 juli 1987          | DC               | Craxi II                      |               |
| Amintore Fanfani (1987)                 | Giovanni Goria                          | Giovanni Goria (1943–1994)              | 1 december 1982                | 28 juli 1987          | DC               | Fanfani VI                    |               |
|                                         | Giuliano Amato                          | Giuliano Amato (1938)                   | 28 juli 1987                   | 22 juli 1989          | PSI              | Giovanni Goria (1987–1988)    | Goria         |
| Ciriaco De Mita (1988–1989)             | Giuliano Amato                          | Giuliano Amato (1938)                   | 28 juli 1987                   | 22 juli 1989          | PSI              | De Mita                       |               |
|                                         | Guido Carli                             | Guido Carli (1914–1993)                 | 22 juli 1989                   | 28 juni 1992          | DC               | Giulio Andreotti (1989–1992)  | Andreotti VI  |
| Andreotti VII                           | Guido Carli                             | Guido Carli (1914–1993)                 | 22 juli 1989                   | 28 juni 1992          | DC               | Giulio Andreotti (1989–1992)  |               |
|                                         | Piero Barucci                           | Piero Barucci (1933)                    | 28 juni 1992                   | 10 mei 1994           | DC (1993–94)     | Giuliano Amato (1992–1993)    | Amato I       |
| Carlo Azeglio Ciampi (1993–1994)        | Piero Barucci                           | Piero Barucci (1933)                    | 28 juni 1992                   | 10 mei 1994           | DC (1993–94)     | Ciampi                        |               |
| Carlo Azeglio Ciampi (1993–1994)        | Piero Barucci                           | Piero Barucci (1933)                    | 28 juni 1992                   | 10 mei 1994           | PPI (1994)       | Ciampi                        |               |
|                                         | Lamberto Dini                           | Lamberto Dini (1931)                    | 10 mei 1994                    | 17 mei 1996           | O                | Silvio Berlusconi (1994–1995) | Berlusconi I  |
| Lamberto Dini (1995–1996)               | Lamberto Dini                           | Lamberto Dini (1931)                    | 10 mei 1994                    | 17 mei 1996           | O                | Dini                          |               |
| Minister van de Schatkist en het Budget | Minister van de Schatkist en het Budget | Minister van de Schatkist en het Budget | Ambtstermijn                   | Ambtstermijn          | Partij(en)       | Premier(s)                    | Kabinet(en)   |
|                                         |                                         | Carlo Azeglio Ciampi (1920–2016)        | 17 mei 1996                    | 13 mei 1999           | O                | Romano Prodi (1996–1998)      | Prodi I       |
| Massimo D'Alema (1998–2000)             | D'Alema I                               | Carlo Azeglio Ciampi (1920–2016)        | 17 mei 1996                    | 13 mei 1999           | O                |                               |               |
| Massimo D'Alema (1998–2000)             | D'Alema I                               |                                         | Giuliano Amato                 | Giuliano Amato (1938) | 13 mei 1999      | 25 april 2000                 | O             |
| Massimo D'Alema (1998–2000)             | O                                       | D'Alema II                              | Giuliano Amato                 | Giuliano Amato (1938) | 13 mei 1999      | 25 april 2000                 |               |
|                                         | Vincenzo Visco                          | Vincenzo Visco (1942)                   | 25 april 2000                  | 11 juni 2001          | DS               | Giuliano Amato (2000–2001)    | Amato II      |

## Ministers van het Budget van Italië (1953–2001)
| Minister van het Budget                 | Minister van het Budget                 | Minister van het Budget                 | Ambtstermijn           | Ambtstermijn          | Partij(en)  | Premier(s)                       | Kabinet(en)   |
| --------------------------------------- | --------------------------------------- | --------------------------------------- | ---------------------- | --------------------- | ----------- | -------------------------------- | ------------- |
|                                         | Giuseppe Pella                          | Giuseppe Pella (1902–1981)              | 17 augustus 1953       | 18 januari 1954       | DC          | Giuseppe Pella (1953–1954)       | Pella         |
|                                         | Ezio Vanoni                             | Ezio Vanoni (1903–1956)                 | 18 januari 1954        | 16 februari 1956      | DC          | Amintore Fanfani (1954)          | Fanfani I     |
| Mario Scelba (1954–1955)                | Ezio Vanoni                             | Ezio Vanoni (1903–1956)                 | 18 januari 1954        | 16 februari 1956      | DC          | Scelba                           |               |
| Antonio Segni (1955–1957)               | Ezio Vanoni                             | Ezio Vanoni (1903–1956)                 | 18 januari 1954        | 16 februari 1956      | DC          | Segni I                          |               |
| Antonio Segni (1955–1957)               |                                         | Adone Zoli                              | Adone Zoli (1887–1960) | 16 februari 1956      | 1 juli 1958 | Segni I                          | DC            |
| DC                                      | Adone Zoli (1957–1958)                  | Adone Zoli                              | Adone Zoli (1887–1960) | 16 februari 1956      | 1 juli 1958 | Zoli                             |               |
|                                         | Giuseppe Medici                         | Giuseppe Medici (1907–2000)             | 1 juli 1958            | 15 februari 1959      | DC          | Amintore Fanfani (1958–1959)     | Fanfani II    |
|                                         | Fernando Tambroni                       | Fernando Tambroni (1901–1963)           | 15 februari 1959       | 26 juli 1960          | DC          | Antonio Segni (1959–1960)        | Segni II      |
| Fernando Tambroni (1960)                | Fernando Tambroni                       | Fernando Tambroni (1901–1963)           | 15 februari 1959       | 26 juli 1960          | DC          | Tambroni                         |               |
|                                         | Giuseppe Pella                          | Giuseppe Pella (1902–1981)              | 26 juli 1960           | 20 februari 1962      | DC          | Amintore Fanfani (1960–1963)     | Fanfani III   |
|                                         | Ugo La Malfa                            | Ugo La Malfa (1903–1979)                | 20 februari 1962       | 20 juni 1963          | PRI         | Amintore Fanfani (1960–1963)     | Fanfani IV    |
|                                         | Giuseppe Medici                         | Giuseppe Medici (1907–2000)             | 20 juni 1963           | 5 december 1963       | DC          | Giovanni Leone (1963)            | Leone I       |
|                                         | Antonio Giolitti                        | Antonio Giolitti (1915–2010)            | 5 december 1963        | 22 juli 1964          | PSI         | Aldo Moro (1963–1968)            | Moro I        |
|                                         | Giovanni Pieraccini                     | Giovanni Pieraccini (1918–2017)         | 22 juli 1964           | 24 juni 1968          | PSI         | Aldo Moro (1963–1968)            | Moro II       |
| Moro III                                | Giovanni Pieraccini                     | Giovanni Pieraccini (1918–2017)         | 22 juli 1964           | 24 juni 1968          | PSI         | Aldo Moro (1963–1968)            |               |
|                                         | Mario Ferrari Aggradi                   | Mario Ferrari Aggradi (1916–1997)       | 24 juni 1968           | 12 december 1968      | DC          | Giovanni Leone (1968)            | Leone II      |
|                                         | Luigi Preti                             | Luigi Preti (1914–2009)                 | 12 december 1968       | 6 augustus 1969       | PSDI        | Mariano Rumor (1968–1970)        | Rumor I       |
|                                         | Giuseppe Caron                          | Giuseppe Caron (1904–1998)              | 6 augustus 1969        | 27 maart 1970         | DC          | Mariano Rumor (1968–1970)        | Rumor II      |
|                                         | Antonio Giolitti                        | Antonio Giolitti (1915–2010)            | 27 maart 1970          | 18 februari 1972      | PSI         | Mariano Rumor (1968–1970)        | Rumor II      |
| Emilio Colombo (1970–1972)              | Antonio Giolitti                        | Antonio Giolitti (1915–2010)            | 27 maart 1970          | 18 februari 1972      | PSI         | Colombo                          |               |
|                                         | Paolo Emilio Taviani                    | Paolo Emilio Taviani (1912–2001)        | 18 februari 1972       | 7 juli 1973           | DC          | Giulio Andreotti (1972–1973)     | Andreotti I   |
| Andreotti II                            | Paolo Emilio Taviani                    | Paolo Emilio Taviani (1912–2001)        | 18 februari 1972       | 7 juli 1973           | DC          | Giulio Andreotti (1972–1973)     |               |
|                                         | Antonio Giolitti                        | Antonio Giolitti (1915–2010)            | 7 juli 1973            | 24 november 1974      | PSI         | Mariano Rumor (1973–1974)        | Rumor IV      |
| Rumor V                                 | Antonio Giolitti                        | Antonio Giolitti (1915–2010)            | 7 juli 1973            | 24 november 1974      | PSI         | Mariano Rumor (1973–1974)        |               |
|                                         | Giulio Andreotti                        | Giulio Andreotti (1919–2013)            | 24 november 1974       | 30 juli 1976          | DC          | Aldo Moro (1974–1976)            | Moro IV       |
| Moro V                                  | Giulio Andreotti                        | Giulio Andreotti (1919–2013)            | 24 november 1974       | 30 juli 1976          | DC          | Aldo Moro (1974–1976)            |               |
|                                         | Tommaso Morlino                         | Tommaso Morlino (1925–1983)             | 30 juli 1976           | 20 maart 1979         | DC          | Giulio Andreotti (1976–1979)     | Andreotti III |
| Andreotti IV                            | Tommaso Morlino                         | Tommaso Morlino (1925–1983)             | 30 juli 1976           | 20 maart 1979         | DC          | Giulio Andreotti (1976–1979)     |               |
|                                         | Ugo La Malfa                            | Ugo La Malfa (1903–1979)                | 20 maart 1979          | 26 maart 1979         | PRI         | Giulio Andreotti (1976–1979)     | Andreotti V   |
|                                         | Bruno Visentini                         | Bruno Visentini (1914–1995)             | 26 maart 1979          | 4 augustus 1979       | PRI         | Giulio Andreotti (1976–1979)     | Andreotti V   |
|                                         | Beniamino Andreatta                     | Beniamino Andreatta (1928–2007)         | 4 augustus 1979        | 4 april 1980          | DC          | Francesco Cossiga (1979–1980)    | Cossiga I     |
|                                         | Giorgio La Malfa                        | Giorgio La Malfa (1939)                 | 4 april 1980           | 1 december 1982       | PRI         | Francesco Cossiga (1979–1980)    | Cossiga II    |
| Arnaldo Forlani (1979–1980)             | Giorgio La Malfa                        | Giorgio La Malfa (1939)                 | 4 april 1980           | 1 december 1982       | PRI         | Forlani                          |               |
| Giovanni Spadolini (1981–1982)          | Giorgio La Malfa                        | Giorgio La Malfa (1939)                 | 4 april 1980           | 1 december 1982       | PRI         | Spadolini I                      |               |
| Giovanni Spadolini (1981–1982)          | Giorgio La Malfa                        | Giorgio La Malfa (1939)                 | 4 april 1980           | 1 december 1982       | PRI         | Spadolini II                     |               |
|                                         | Guido Bodrato                           | Guido Bodrato (1933)                    | 1 december 1982        | 4 augustus 1983       | DC          | Amintore Fanfani (1982–1983)     | Fanfani V     |
|                                         | Pietro Longo                            | Pietro Longo (1935)                     | 4 augustus 1983        | 14 juli 1984          | PSDI        | Bettino Craxi (1983–1987)        | Craxi I       |
|                                         | Bettino Craxi                           | Bettino Craxi (1934–2000)               | 14 juli 1984           | 30 juli 1984          | PSI         | Bettino Craxi (1983–1987)        | Craxi I       |
|                                         | Pier Luigi Romita                       | Pier Luigi Romita (1924–2003)           | 30 juli 1984           | 17 april 1987         | PSDI        | Bettino Craxi (1983–1987)        | Craxi I       |
| PSDI                                    | Pier Luigi Romita                       | Pier Luigi Romita (1924–2003)           | 30 juli 1984           | 17 april 1987         | Craxi II    | Bettino Craxi (1983–1987)        |               |
|                                         | Giovanni Goria                          | Giovanni Goria (1943–1994)              | 17 april 1987          | 28 juli 1987          | DC          | Amintore Fanfani (1987)          | Fanfani VI    |
|                                         | Emilio Colombo                          | Emilio Colombo (1920–2013)              | 28 juli 1987           | 13 april 1988         | DC          | Giovanni Goria (1987–1988)       | Goria         |
|                                         | Amintore Fanfani                        | Amintore Fanfani (1908–1999)            | 13 april 1988          | 22 juli 1989          | DC          | Ciriaco De Mita (1988–1989)      | De Mita       |
|                                         | Paolo Cirino Pomicino                   | Paolo Cirino Pomicino (1939)            | 22 juli 1989           | 28 juni 1992          | DC          | Giulio Andreotti (1989–1992)     | Andreotti VI  |
| Andreotti VII                           | Paolo Cirino Pomicino                   | Paolo Cirino Pomicino (1939)            | 22 juli 1989           | 28 juni 1992          | DC          | Giulio Andreotti (1989–1992)     |               |
|                                         | Franco Reviglio                         | Franco Reviglio (1935)                  | 28 juni 1992           | 22 februari 1993      | PSI         | Giuliano Amato (1992–1993)       | Amato I       |
|                                         | Beniamino Andreatta                     | Beniamino Andreatta (1928–2007)         | 22 februari 1993       | 28 april 1993         | DC          | Giuliano Amato (1992–1993)       | Amato I       |
|                                         | Luigi Spaventa                          | Luigi Spaventa (1934–2013)              | 28 april 1993          | 10 mei 1994           | O           | Carlo Azeglio Ciampi (1993–1994) | Ciampi        |
|                                         | Giancarlo Pagliarini                    | Giancarlo Pagliarini (1942)             | 10 mei 1994            | 17 januari 1995       | LN          | Silvio Berlusconi (1994–1995)    | Berlusconi I  |
|                                         |                                         | Rainer Masera (1944)                    | 17 januari 1995        | 12 januari 1996       | O           | Lamberto Dini (1995–1996)        | Dini          |
|                                         | Augusto Fantozzi                        | Augusto Fantozzi (1940–2019)            | 12 januari 1996        | 16 februari 1996      | O           | Lamberto Dini (1995–1996)        | Dini          |
|                                         |                                         | Mario Arcelli (1935–2004)               | 16 februari 1996       | 17 mei 1996           | O           | Lamberto Dini (1995–1996)        | Dini          |
| Minister van de Schatkist en het Budget | Minister van de Schatkist en het Budget | Minister van de Schatkist en het Budget | Ambtstermijn           | Ambtstermijn          | Partij(en)  | Premier(s)                       | Kabinet(en)   |
|                                         |                                         | Carlo Azeglio Ciampi (1920–2016)        | 17 mei 1996            | 13 mei 1999           | O           | Romano Prodi (1996–1998)         | Prodi I       |
| Massimo D'Alema (1998–2000)             | D'Alema I                               | Carlo Azeglio Ciampi (1920–2016)        | 17 mei 1996            | 13 mei 1999           | O           |                                  |               |
| Massimo D'Alema (1998–2000)             | D'Alema I                               |                                         | Giuliano Amato         | Giuliano Amato (1938) | 13 mei 1999 | 25 april 2000                    | O             |
| Massimo D'Alema (1998–2000)             | O                                       | D'Alema II                              | Giuliano Amato         | Giuliano Amato (1938) | 13 mei 1999 | 25 april 2000                    |               |
|                                         | Vincenzo Visco                          | Vincenzo Visco (1942)                   | 25 april 2000          | 11 juni 2001          | DS          | Giuliano Amato (2000–2001)       | Amato II      |